# Paragaleus randalli
Paragaleus randalli är en hajart som beskrevs av Compagno, Krupp och Carpenter 1996. Paragaleus randalli ingår i släktet Paragaleus och familjen Hemigaleidae. IUCN kategoriserar arten globalt som nära hotad. Inga underarter finns listade i Catalogue of Life.